# 郑长猷
郑长猷（5世纪？—512年），荥阳郡开封县（今河南省开封市）人，北魏官员。

## 生平
郑长猷凭藉父亲郑演的功勋，以宁远将军、东平郡太守为起家官，不久改任沛郡太守，入朝担任南主客郎中、太尉属，袭父爵云阳伯。太和二十一年（497年），魏孝文帝南征攻克宛城后，任命郑长猷出任南阳郡太守。魏孝文帝将要返回京城时，诏令郑长猷说:“昔日曹操攻克荆州，留满宠在后方。朕现在将此郡委托给您，兼统领军队，不仅要安抚新归附的百姓，还托您保卫此城。”魏孝文帝特别赏赐郑长猷二百匹丝织品。魏孝文帝在南阳郡去世后，在南阳郡内进行将尸体放入棺木的大敛仪式。不久，郑长猷被征召回朝出任护军长史。魏宣武帝景明元年（500年），南朝齐豫州刺史裴叔業以寿春归附北魏，郑长猷兼任给事黄门侍郎，持节前去安抚慰问。景明二年（501年），到任城王元澄出任扬州刺史时，魏宣武帝诏令郑长猷出任谘议参军，兼任安丰郡太守。郑长猷又改任徐州刺史武昌王元鉴府长史，兼任彭城郡内史，被征召入朝出任谏议大夫，改任司徒谘议，升任通直散骑常侍。永平五年（512年），郑长猷去世，谥号贞侯。

## 造像记
郑长猷于景明二年九月三日为去世的父亲、在世的母亲、去世的哥哥各造了一座释迦像，郑长猷妾陈玉女为去世的母亲造了一座释迦像，该释迦像造像记属于龙门二十品之一，是著名的书法碑刻。

## 家庭

### 父亲
- 郑演，北魏冠军将军、太中大夫、云阳懿伯
- 皇甫氏[2]

### 兄弟姐妹
- 郑士龙，早逝[2]

### 妻妾
- 陈玉女，妾[2]

### 子女
- 郑廓，北魏云阳伯
- 郑松年，北魏州主簿[3]